# Théâtre indonésien
L'expression théâtre indonésien recouvre deux réalités :
- Le théâtre propre à chacun des groupes ethniques peuplant la république d'Indonésie,
- Le théâtre que les citoyens de ladite république reconnaissent comme appartenant à l'ensemble de la nation, et non à un groupe donné.

Ce clivage ne recoupe pas celui entre tradition et modernité, mais est traversé par ce dernier. En effet, si l'on parle par exemple de théâtre javanais, cette expression recouvre aussi bien le théâtre traditionnel, qu'il soit populaire ou de cour, que les formes populaires actuelles.
En outre, une forme propre à un groupe peut très bien être adoptée par les autres Indonésiens, auquel cas elle devient nationale.

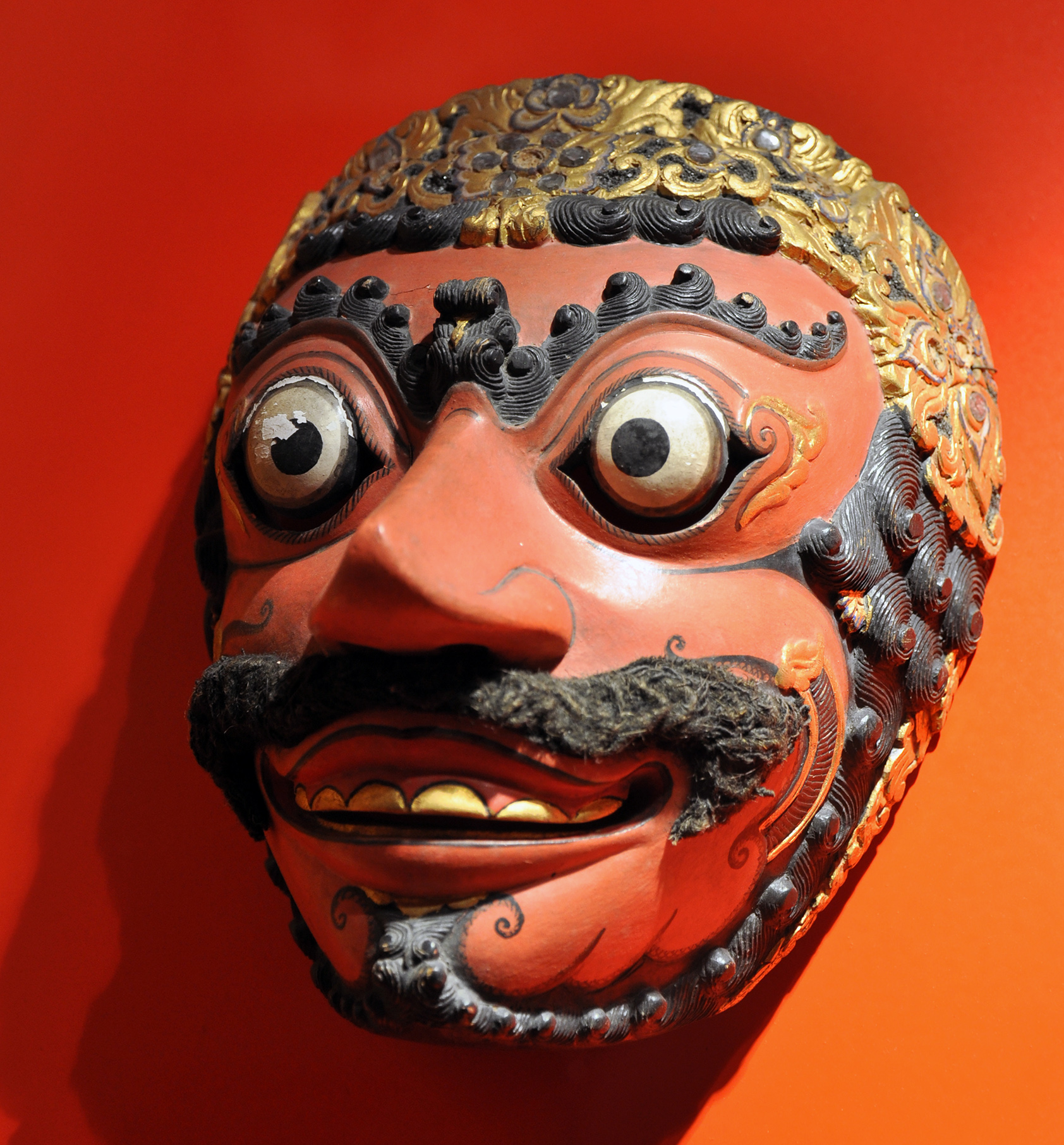
Masque Wayang.

## Théâtre traditionnel
Les théâtres traditionnels javanais et balinais sont issus du théâtre d'ombres. Il est relié à des rites magiques : l'univers créé par l'art dramatique nous fait communiquer avec le monde invisible.
Les traditions sont particulièrement vivaces sur les îles de Bali et Java, par exemple à Yogya (Ramayana), Bandung (théâtre de marionnettes, danses classiques sudanaises), Ubud, Teges (danses Kecak), Peliatan (représentations de Legong), Batubulan (danses Barong), Jakarta, Mas (fabrication de masques), Bogor (fabrication de marionnettes), Solo (Wayang orang et Wayang kulit).